# Max Payne (computerspelserie)
Max Payne omvat een drietal third person shooter computerspellen die draaien om de titulaire hoofdpersoon. De eerste twee delen zijn gemaakt door Remedy Entertainment, het derde deel door Rockstar Games. De games staan bekend om het gebruik van bullettime en neo noirsfeer.

## Max Payne
Het eerste spel in de serie kwam uit in 2001 voor Windows, en in 2002 voor de Xbox, PlayStation 2 en voor de Apple Macintosh. Max Payne gaat op jacht naar de daders van zijn vermoorde vrouw en kind.

## Max Payne 2: The Fall of Max Payne
In 2003 kwam het vervolgdeel uit voor Xbox, PlayStation 2 en Windows. In dit deel is Max Payne gevangen door de politie. Hij wordt vrijgesproken van zijn daden en keert terug bij de NYPD als detective. Tijdens een routineklus komt hij Mona Sax tegen. Samen proberen ze antwoorden te vinden op Max' verleden.

## Max Payne 3
Het derde deel kwam uit op 15 mei 2012 voor Xbox 360 en PlayStation 3, en twee weken later voor Windows. Payne is vertrokken uit New York en werkt aan een geheime klus in Brazilië. Samen met zijn oude vriend Raul probeert hij zijn gevangen vrouw uit de handen van een straatbende te redden.

## Ontvangst
| Titel                              | Score                      |
| ---------------------------------- | -------------------------- |
| Max Payne                          | 89 (pc) 89 (xbox) 80 (ps2) |
| Max Payne 2: The Fall of Max Payne | 86 (pc) 84 (xbox) 73 (ps2) |
| Max Payne 3                        | 87 (ps3) 87 (pc) 86 (x360) |